# Untere Spinnerei (Backnang)
Die Untere Spinnerei (auch Untere Fabrik) ist eine ehemalige Wassermühle bei der Großen Kreisstadt Backnang im baden-württembergischen Rems-Murr-Kreis. Die Anlage wurde im 19. Jahrhundert von Christian Daniel Schmückle erbaut. Später kam die Mühle in Besitz des Unternehmers Robert Kaess, der an der Stelle eine Lederfabrik errichtete.

## Lage
Die Ansiedlung (heute Fabrikstraße 45) befand sich zirka 400 Meter unterhalb der Unteren Mühle (Lohmühle Winter). Der rechts von der Murr abzweigende Mühlkanal ist noch vorhanden, aber nahezu vollständig durch das moderne Gebäude verdeckt.

## Geschichte
Die mit Wasserkraft betriebene Wollspinnerei wurde 1835 von der Firma Schönfärber Schmückle & Genossen errichtet. Christian Daniel Schmückle war Stadtschultheiß von Backnang und Landtagsabgeordneter. 1846 entstand auf der linken Seite der Murr zusätzlich eine Sägemühle. Bereits 1862 wurde das Wasserrad durch eine Jonval-Turbine ersetzt. 1864 wurde die Wollspinnerei in eine Gerberei umgewandelt und die Anlage ging an die Lederfabrik Breuninger & Esenwein über, die in dem Gebäude eine Lohmühle einrichtete. Lohmühlen zerkleinerten Eichen- und Fichtenrinde zu Gerberlohe, einem wichtigen Gerbstoff in der Lederindustrie. Um 1870 gab es in Backnang vier solcher Lohmühlen, die voll ausgelastet waren. 1871 kam die Mühle in Besitz von Wilhelm Eitel, Schwiegersohn des Unternehmers Robert Kaess. Ab 1880 befand sich das Grundstück im Besitz des Lederfabrikanten Kaess, der die Gebäude durch moderne Industriebauten ersetzte. 1908 hatte die Turbine eine Leistung von 30 PS. Zusätzlich gab es eine Dampfmaschine in Reserve. 1914 wurde die Jonval- durch eine Francis-Turbine ersetzt. 1919 wurde die Firma an das Stromnetz angeschlossen. Den Ersten und den Zweiten Weltkrieg überstand das Unternehmen nahezu unversehrt, geriet jedoch in den 1980er Jahren in eine wirtschaftliche Krise, die nahezu alle Lederwerke in Backnang erfasste. 1985 musste die Firma Carl Kaess ihren Stammsitz wegen einer ungeklärten Abwassersituation aufgeben. Etwa 60 Mitarbeiter waren von der Schließung betroffen.